# Hen Cliff

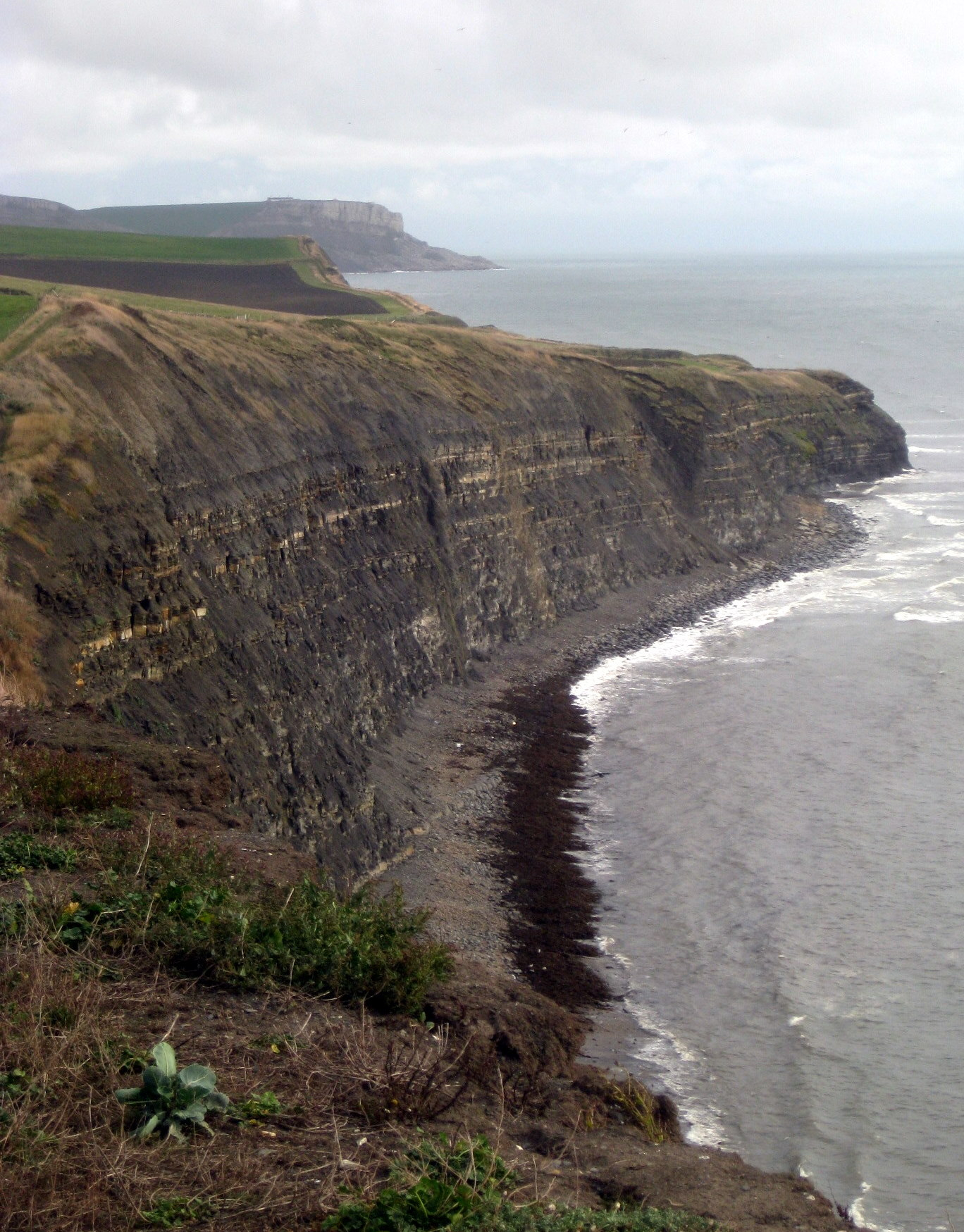
Hen Cliff

Hen Cliff ist eine Felswand an der Ärmelkanalküste auf der Isle of Purbeck in der Grafschaft Dorset an der Südküste von England.
Die Felswand Hen Cliff läuft vom östlichen Ende von Kimmeridge Bucht (unterhalb ein Folly Namens  Clavell Tower) ostwärts zu einem Gebiet namens Cuddle. Die Felswände sind aus mehreren Schichten der Jura Felsen, Portland-Kalkstein, Purbeck-Stein und Tonschiefer. Das Gestein ist fossil, aber auch sehr brüchig, Steinschläge passieren hier häufig und sind sehr gefährlich. Yellow Ledge ist der prominente Kimmeridgium Vorsprung, einem Steinband, am östlichen Ende von Hen Cliff. Der Begriff Kimmeridgium wurde durch Jules Thurmann 1832 eingeführt.  Es handelt sich dabei um den latinisierten Namen der Ortschaft Kimmeridge. Das Kimmeridgium ist eine Stufe des oberen Jura (Malm).
Von Orcombe Point, in Westen, bis zur Isle of Purbeck, im Osten, erstreckt sich ein Küstenstreifen, der als erste Naturlandschaft in England von der UNESCO zum Weltnaturerbe erklärt wurde. Die Felswände von Hen Cliff sind Teil der Jurassic Coast, es zählt zu den Naturwundern dieser Welt und die Küste ist bekannt für ihre Fossilien.